# إليزابيث لورانس
إليزابيث لورانس (بالإنجليزية: Elizabeth Lawrence) هي ممثلة أمريكية، ولدت في 6 سبتمبر 1922 في فيرجينيا الغربية في الولايات المتحدة، وتوفيت في 11 يونيو 2000.

## وصلات خارجية
- إليزابيث لورانس على موقع IMDb (الإنجليزية)
- إليزابيث لورانس على موقع قاعدة بيانات برودواي على الإنترنت (الإنجليزية)
- إليزابيث لورانس على موقع قاعدة بيانات الفيلم (الإنجليزية)